# Lygromma peruvianum
Lygromma peruvianum är en spindelart som beskrevs av Norman I. Platnick och Mohammad U. Shadab 1976. Lygromma peruvianum ingår i släktet Lygromma och familjen Prodidomidae.
Artens utbredningsområde är Peru. Inga underarter finns listade i Catalogue of Life.